# Роза 'Красный Маяк'
Ро́за 'Кра́сный Мая́к' — сорт однократно цветущих плетистых роз.

## Происхождение
Селекционер: Вера Николаевна Клименко (1909—1985 гг). Она работала с коллекцией роз Никитского ботанического сада с 1955 по 1978 годы. Всего ею создано более 50 сортов, среди которых, например, самый популярный в Крыму сорт плетистой розы 'Красный Маяк', и одна из наиболее знаменитых роз селекции Никитского сада — 'Климентина', награждённая в 1976 г. Почётным дипломом на международном конкурсе роз в Риме.

## Биологическое описание
Плетистая роза. Кусты сильнорослые, до 300 см высоты. Листья тёмно-зелёные, блестящие, крупные.
Цветки оранжево-красные, чашевидные, средние (до 7 см в диаметре), махровые (до 26 лепестков), в крупных соцветиях. Цветение в июне-июле обильное, однократное. Рекомендуется для групп и вертикального озеленения, может культивироваться и в форме куста.

## В культуре
Информация по зонам морозостойкости отсутствует. Сорт рекомендован для выращивания в Приморье.